# Patrick Pizzella
Patrick Pizzella, né le 19 mai 1954 à New Rochelle dans l'État de New York, est un homme politique américain, membre du parti républicain.

## Biographie
Secrétaire adjoint au Travail depuis le 17 avril 2018, il est Secrétaire au Travail des États-Unis par intérim entre la démission d'Alexander Acosta le 20 juillet 2019 et la confirmation d'Eugene Scalia le 30 septembre 2019.